# Zákon o úrazovém pojištění zaměstnanců
Zákon o úrazovém pojištění zaměstnanců měl původně upravovat právní vztahy úrazového pojištění zaměstnanců pro případ poškození zdraví pracovním úrazem nebo nemocí z povolání a používat se na ty právní vztahy, které nejsou upraveny přímo použitelným předpisem Evropských společenství v oblasti úrazového pojištění.
Zákon byl ale ještě předtím, než vstoupil plně v účinnost, zrušen zákonem č. 205/2015 Sb. a dodnes je tak odpovědnost zaměstnavatele za pracovní úrazy a nemoci z povolání upravena především v přechodných ustanoveních zákoníku práce (§ 365–393 ZPr).

## Systematika zákona
- Část první: Všeobecná ustanovení (§ 1–16)
- Část druhá: Dávky (§ 17–38)
- Část třetí: Pojistné (§ 39–45)
- Část čtvrtá: Organizace a provádění úrazového pojištění (§ 46–53)
- Část pátá: Posuzování poškození zdraví (§ 54–57)
- Část šestá: Správní delikty a regresní náhrada (§ 58–61)
  - Hlava I: Přestupky a správní delikty (§ 58–60)
  - Hlava II: Regresní náhrada (§ 61)
- Část sedmá: Řízení v pojištění (§ 62–82)
  - Hlava I: Řízení ve věcech dávkových (§ 62–64)
  - Hlava II: Řízení ve věcech jiných než dávkových (§ 65–67)
  - Hlava III: Řízení ve věcech pojistného (§ 68–70)
  - Hlava IV: Společná ustanovení o řízení v úrazovém pojištění (§ 71–78)
  - Hlava V: Náhrady poskytované v souvislosti s řízením (§ 79–82)
- Část osmá: Společná, přechodná a závěrečná ustanovení (§ 83–99)
  - Hlava I: Práva a povinnosti (§ 83–85)
  - Hlava II: Sdělování údajů (§ 86–90)
  - Hlava III: Přechodná ustanovení (§ 91–95)
  - Hlava IV: Závěrečná ustanovení (§ 69–99)
- Příloha 1: Seznam nemocí z povolání
- Příloha 2: Sazby pojistného podle převažující činnosti vykonávané zaměstnavatelem